# سد اموسون
سد اموسون (به لاتین: Émosson Dam) یک سد در سوئیس است که در Finhaut واقع شده‌است.